# SIG SG 510
Il SIG SG 510 (anche Sturmgewehr 57) è un fucile da battaglia a fuoco selettivo prodotto da Schweizerische Industrie Gesellschaft (ora SAN Swiss Arms), Svizzera.

## Storia
È derivato dal AM55 usato durante gli anni 1950. Il SIG SG 510-1 è entrato in servizio nell'esercito svizzero con la denominazione di Fass 57 (Francese, per Fusil d' Assaut 57, e Italiano Fucile d'assalto) o Stgw 57 (Tedesco per Sturm Gewehr 57).
Lo Sturmgewehr 57/SIG SG 510-1 è stato adottato per il servizio militare svizzero nel 1957 ed è stato sostituito dal SIG SG 550 nel 1990, anche se alcuni riservisti lo usarono parecchi anni in più.

## Caratteristiche
È un fucile a fuoco selettivo, che utilizza un sistema di massa battente simile a quello dei fucili H&K G3. È inoltre dotato di una baionetta lucida in acciaio inox. L'arma è fatta principalmente di componenti in lamiera pressati per facilitare la produzione di massa. Il SG 510 ha una distintiva manetta di armamento a T simile al precedente K31. Il calcio e paramano del fucile sono gommati per il comfort e durabilità, e il paramano anteriore è a costine per fornire una migliore presa.
Possiede una grande maniglia per trasporto nel suo punto saldo che può essere utilizzata durante i cambiamenti di posizione veloci o in marcia.
Sul lato destro del fucile, c'è un grilletto 'invernale' che permette all'operatore di utilizzare il fucile con muffole artiche. Inoltre migliora la precisione, perché riduce la forza necessaria per tirare il grilletto.

## Dettagli tecnici
Il meccanismo di grilletto ha un selettore di fuoco a tre posizioni. L'utente seleziona la modalità di fuoco tramite una leva laterale sul lato sinistro del ricevitore che può essere ruotato per selezionare S (sicura), E (fuoco semiautomatico) o M (fuoco full-automatic).
La canna del SG 510-1/Stgw 57 è rigata con una lunghezza di 520 mm ed ha 4 rigature solcate da 270mm. La fine della canna è dotata di un freno di bocca integrato che riduce il rinculo di circa il 25%.

## Varianti

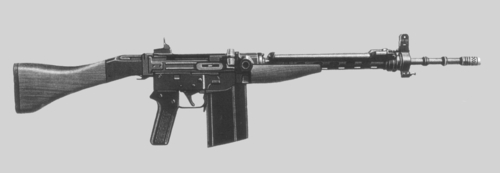
Un SIG Stg 510-4

- 510-1: Fucile di servizio svizzero.
- 510-2: Versione alleggerita.
- 510-3: Variante camerata in 7.62×39mm con una canna accorciata. Fu prodotto in piccole quantità e offerto all'esercito finlandese. Non lo vollero, quindi questo modello non fu mai prodotto in massa.
- 510-4: Variante in 7.62×51mm NATO usata da Bolivia e Cile ove vide intenso uso durante il golpe militare dell'11 settembre 1973 contro il legittimo governo di Salvador Allende.
- AMT: Variante unicamente semiautomatica importata negli Stati Uniti. Era disponibile sia in .308 (7.62×51 mm) e 7.5×55mm GP 11 Swiss, con quest'ultimo calibro meno comune. "AMT" significava "American Match Target". Era dotato di pezzi in legno raffinato e un paramano superiore arrotondato.
- SIG PE 57: Versione civile semiautomatica disponibile in 7.5×55mm GP 11 Swiss. Questa variante non è la stessa dei fucili di servizio dell'esercito svizzero privatizzati.